# Теплотрасса

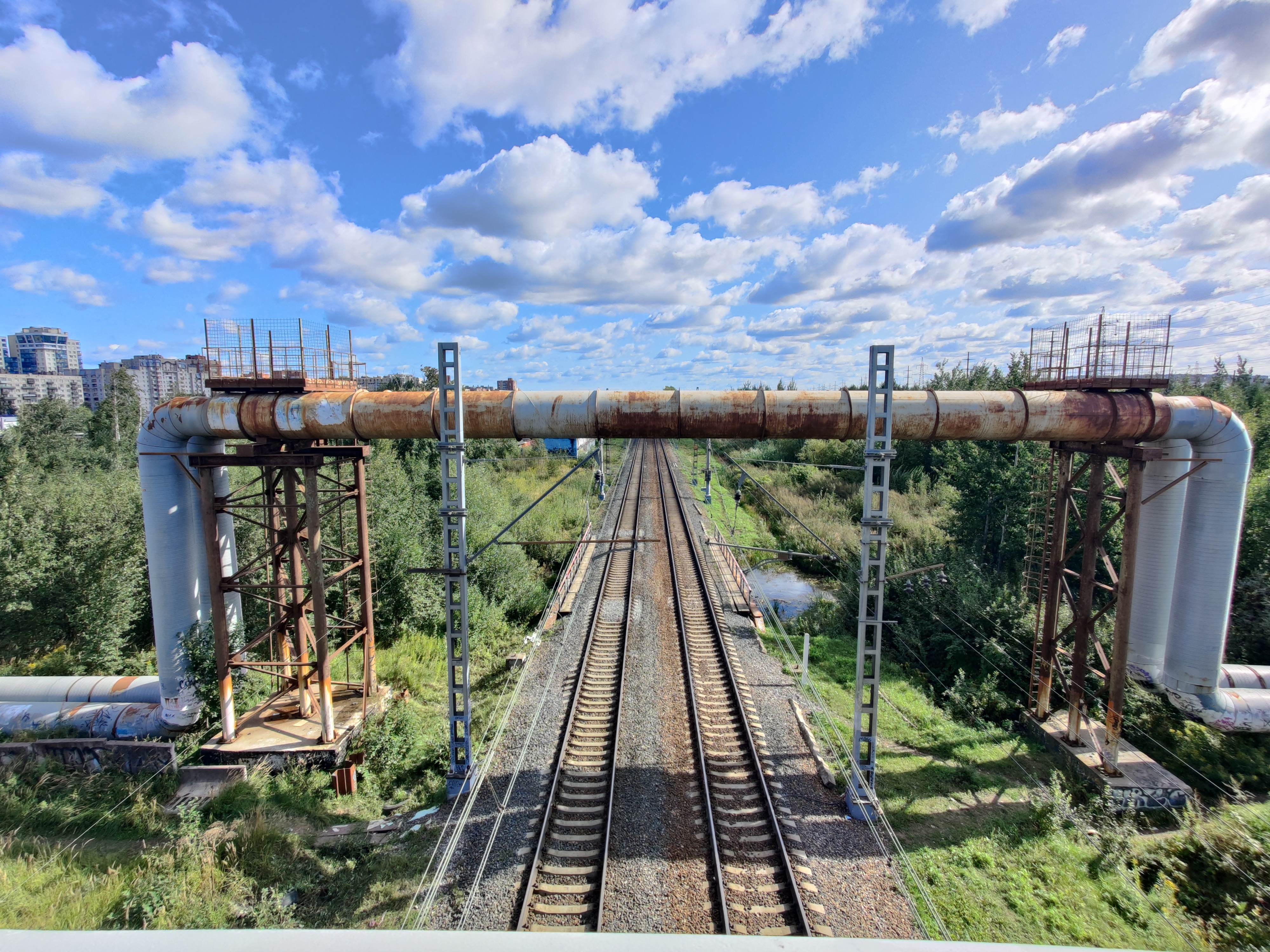
Надземная теплотрасса

Теплотра́сса (от слов тепло и от немецкого Trasse — линия, маршрут) — элемент ряда систем теплоснабжения, расположенный между источником тепла и его потребителем и представляющий собой подземный или надземный трубопровод.

## Описание
Теплотрассы различают по:
- виды теплоносителя
  - пар
  - вода
- способы прокладки
  - подземные: бесканально, в непроходных каналах, полупроходных каналах, проходных каналах и в общих коллекторах совместно с другими инженерными коммуникациями
  - надземные: на низких и высоких отдельно стоящих опорах.

Общая протяжённость теплотрассы из-за тепловых потерь обычно ограничена 10—20 километрами и не превышает 40 километров. Ограничение на протяжённость связано с возрастанием доли потерь тепла, необходимостью применения улучшенной теплоизоляции, необходимостью использовать для обеспечения перепадов давления у потребителей дополнительные перекачивающие насосные станции и (или) более прочные трубопроводы, что ведёт к повышению себестоимости продукции и снижению эффективности технического решения; в конечном счёте это вынуждает потребителя использовать альтернативные схемы теплоснабжения (локальные котельные, электрические котлы, печи). Для повышения ремонтопригодности секционирующей арматурой (например задвижками) теплотрасса делится на секционированные участки. Это позволяет сократить время опорожнения-заполнения до 5—6 часов даже для трубопроводов большого диаметра. Для фиксации механического, в том числе, реактивного перемещения трубопроводов используются неподвижные (мёртвые) опоры. Для компенсации температурной деформации применяются компенсаторы. В качестве компенсаторов могут использоваться углы поворота, в том числе специально проектируемые (П-образные компенсаторы). В качестве компенсаторов-элементов применяются сальниковые, сильфонные, линзовые и другие компенсаторы. Для целей опорожнения-заполнения трубопроводы теплотрассы оборудуются байпасами, дренажами, воздушниками и перемычками.
Короба подземной теплотрассы часто перегораживают стенками на случай прорыва теплоносителя.

Теплотрасса в проходном канале

Один из вариантов теплосети: теплосеть глубокого залегания — тоннель диаметром 2,5 метра. Примеры из строящихся в Москве: под улицей Большая Дмитровка проходит теплосеть глубокого залегания, ствол за кинотеатром «Пушкинский» — на глубине 26 метров. На Таганской площади глубина залегания меньше — 7 метров.
Подобные туннели теплосетей прокладываются горнопроходческим щитом.

### Бесканальная прокладка

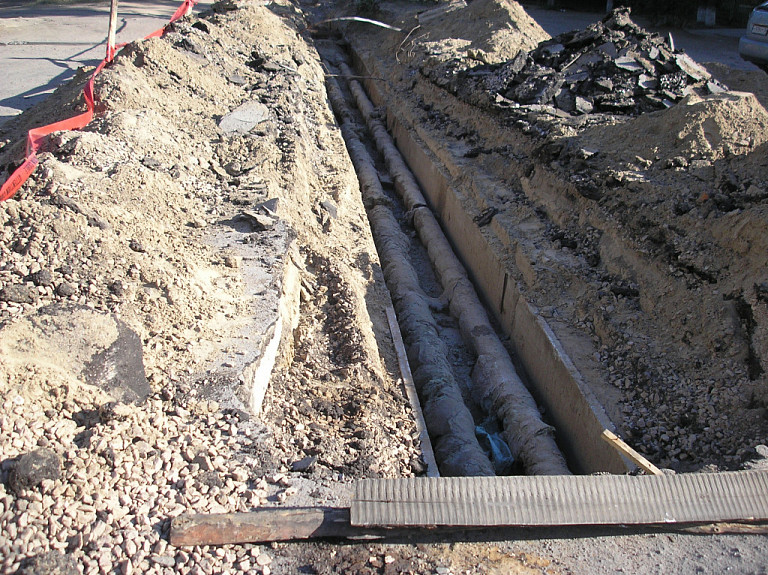
Вскрытая подземная теплотрасса во время ремонта

Бесканальной прокладкой называется прокладка трубопроводов непосредственно в грунте. Для бесканальной прокладки используют трубы и фасонные изделия в особой изоляции — пенополиуретановой (ППУ) теплоизоляции в полиэтиленовой оболочке, пенополимерминеральной изоляции (безоболочной).
Теплопроводы в индустриальной ППУ изоляции оборудуются системой оперативного дистанционного контроля (СОДК) состояния изоляции, позволяющей с помощью приборов своевременно отследить попадание влаги в теплоизоляционный слой. Трубопроводы в ППУ и полиэтиленовой оболочке применяются при бесканальной прокладке; в ППУ и стальной витой оболочке применяются в каналах, техподпольях, на эстакадах.
В заводских условиях тепло-гидроизолируются не только стальные трубы, но и фасонные изделия: отводы, переходы диаметров, неподвижные опоры, запорная арматура.